# Vincenzo Linares
Vincenzo Linares (Licata, 6 april 1804 – Palermo, 18 januari 1847) was een schrijver in het koninkrijk der Beide Siciliën. Beroepshalve was hij ambtenaar en notaris.

## Levensloop
Zijn ouders waren Filippo Linares, een welstellende handelaar in Licata die van Spaanse origine was, en Nicoletta Lenzi, een Siciliaanse. Voor het voortgezet onderwijs verhuisde hij van Licata naar Palermo. Samen met zijn broer Antonino was hij leerling aan het internaat van Calasanzio; dit internaat stond onder leiding van zijn oom priester Carlo Lenzi, de latere bisschop van Lipari. 
Nadat hij afgestudeerd was aan de universiteit van Palermo als jurist, startte hij als ambtenaar bij de Opperste Rekenkamer van Sicilië, geheten Gran Corte dei conti (1827). 
Samen met zijn broer Antonino richtte hij in 1834 een tijdschrift op: Il Vapore. Ondanks weerkerend oproer in Palermo tegen het Bourbonregime in de Beide Siciliën, hielden de broers zich afzijdig van politiek. Hun tijdschrift bevatte literaire en culturele onderwerpen. Van literaire disputen hield het tijdschrift zich ook afzijdig. De broers voegden een moderubriek toe alsook illustraties door Siciliaanse artiesten. Nadat de cholera-epidemie in 1837 zwaar huisgehouden had in Palermo, startte Linares in 1838 met het publiceren van biografieën. Linares was immers getroffen door de dood van talrijke bekende Sicilianen door de cholera. Het werden biografieën van wetenschappers, kunstenaars en schrijvers. Samen met zijn broers Gaetano en Antonino publiceerde hij een biografie over het leven van hun vader.
Linares kreeg bekendheid in de Beide Siciliën door vanaf 1840 volksvertellingen te publiceren. Ook in 1840 werd Linares benoemd tot notaris in Canicatti. Vanaf 1841 combineerde Linares het notariaat met het ambt van kanselier van de Opperste Rekenkamer. De volksverhalen of Racconti popolari sloten aan bij een lange traditie op Sicilië van mondelinge vertelkunst gespekt met situaties van maffiabendes die het voor het zeggen hadden. De eerste verhalen waren De jaloerse echtgenoot (Il marito geloso), De gifmengster (L’avvelenatrice) en De visjacht door koning Karel III, koning van Sicilië voor hij koning van Spanje werd (La pesca di Carlo III). Een volksverhaal van hem dat bekend werd, was De Siciliaanse rover (Il masandiere siciliano); het verhaal werd zo gretig gelezen dat Linares er een feuilleton van maakte. 
Vanaf 1845 werd Linares ziek. Hij stierf in 1847 ten gevolge van een beroerte.

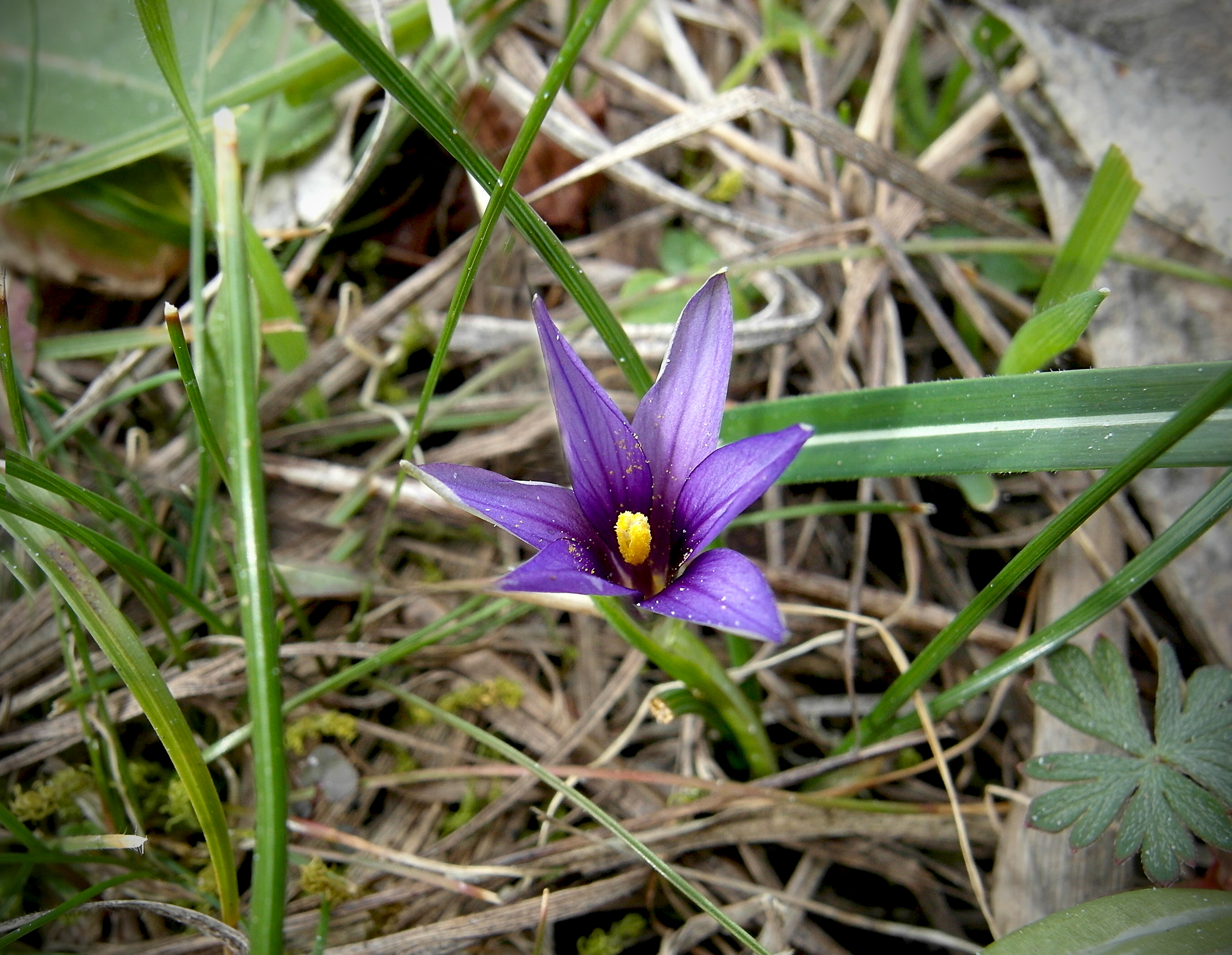
Romulea linaresii, naar Linares vernoemd

## Eerbetoon
- In Licata, zijn geboortedorp, is de school van middelbaar onderwijs naar Vincenzo Linares genoemd.
- Zijn vriend, de botanicus Filippo Parlatore, noemde een lissensoort naar hem: de Romulea linaresii Parl.